# Monumentos de la Música Española
Monumentos de la Música Española (MME) es una colección iniciada en 1941 por Higinio Anglès, en la que se publican ediciones críticas de obras de compositores representativos de diferentes épocas y géneros de la música hispánica. La colección incluye preferentemente volúmenes de obras inéditas con un sentido unitario y coherente, obras completas de autores, ediciones integrales de fuentes relevantes y otras composiciones de particular interés. La edición musical de cada volumen va precedida por un estudio introductorio sobre las obras incluidas, su contexto histórico y las características de las fuentes utilizadas.

## Orígenes y descripción
Es la más conocida internacionalmente de todas las ediciones musicales del Consejo Superior de Investigaciones Científicas (CSIC). Empezó a publicarse dos años antes de que, en 1943, el propio Anglés fundara en Barcelona el Instituto Español de Musicología del CSIC, que dirigió hasta su muerte en 1969.
Anglés, formado en musicología en Alemania, cuando inició los MME se fijó con los modelos europeos similares. El concepto de la colección se fijaba en los modelos implantados por la Musicología centroeuropea del siglo XIX, que fomentaron la edición de series de ediciones musicales históricas, entre ellas los llamados "Monumentos", de los que aparecieron varios tipos: repertorios de varios países, sobre un género o época concreta, y también Monumentos nacionales, para publicar las obras y autores más representativos de cada país.
La intención de Anglés era publicar al menos un volumen anual de los MME, de unas 300 páginas, con la edición musical precedida por un estudio crítico sobre la época correspondiente, dando preferencia a las obras de los siglos XV a XVIII, pero, dejando abierta la puerta a otras épocas, especialmente la medieval. Según Anglés, la importancia de la historia musical española no había sido suficientemente destacada hasta entonces, a pesar de la meritoria labor de investigadores e instituciones particulares, y era nuevo que por primera vez el Estado español apoyara oficialmente una serie como MME. Anglés fue el principal autor de volúmenes por MME durante las tres primeras décadas de la serie. Cuando murió en 1969, habían aparecido 31 tomos de la colección (19 de ellos suyos) y el número 34, también preparado por él, apareció en 1971, en edición póstuma revisada por Miguel Querol y José María Llorens. Desde 1970, a pesar de los cambios y vicisitudes administrativas por los que ha pasado la Musicología en el seno del CSIC, la serie ha continuado activa hasta la actualidad dentro de esta institución. En 2019 se completó la digitalización de toda la colección.
En cuanto al contenido, en la época de Anglés los MME publicaron exclusivamente música del Renacimiento y del siglo XVII, y se iniciaron obras completas de grandes compositores representativos. La música de los siglos XVI y XVII ha seguido ocupando un lugar importante dentro de la serie después de Anglés, aunque desde la dirección de Querol se incorporaron a más volúmenes con música de XVIII, y en la etapa dirigida por Ezquerro se dio cabida también a la música del siglo XIX.
Desde la creación de la colección, ésta ha sido dirigida desde Barcelona. Su primer director fue Higini Anglés y Pàmies (1941-1969). Posteriormente, pasó a ser dirigida por los musicólogos del CSIC Miquel Querol i Gavaldà (1970-1982), Josep Maria Llorens y Cisteró (1982-1988), José Vicente González Valle (1988-1998), Josep Pavia i Simó (1999) y Antonio Ezquerro Esteban (2000-2014). Desde 2014 la colección está dirigida por María Gembero Ustárroz, científica titular de la Institución Milá y Fontanals de investigación en Humanidades del CSIC.